# ベルネ (ジュネーヴ州)

ベルネの紋章

ベルネ（Bernex）は、スイス連邦ジュネーヴ州の西部に位置する基礎自治体（コミューン）。ジュネーヴ州のエル＝ラ＝ヴィル、カルティニー、コンフィニョン、ラコネ、オネ、ペルリー・セルトゥ、ソラル、ローヌ川をはさんでサティニー、ヴェルニエのコミューンに囲まれている。
レマン湖から離れているが、中心にある町ベルネ近くの、区内で最も標高が高いシニャル＝ド＝ベルネ（Singal-de-Bernex）からはレマン湖を望むことができる。

## データ
- 面積:12.98 km²
- 人口:9463人(2008年1月)